# Crew Return Vehicle

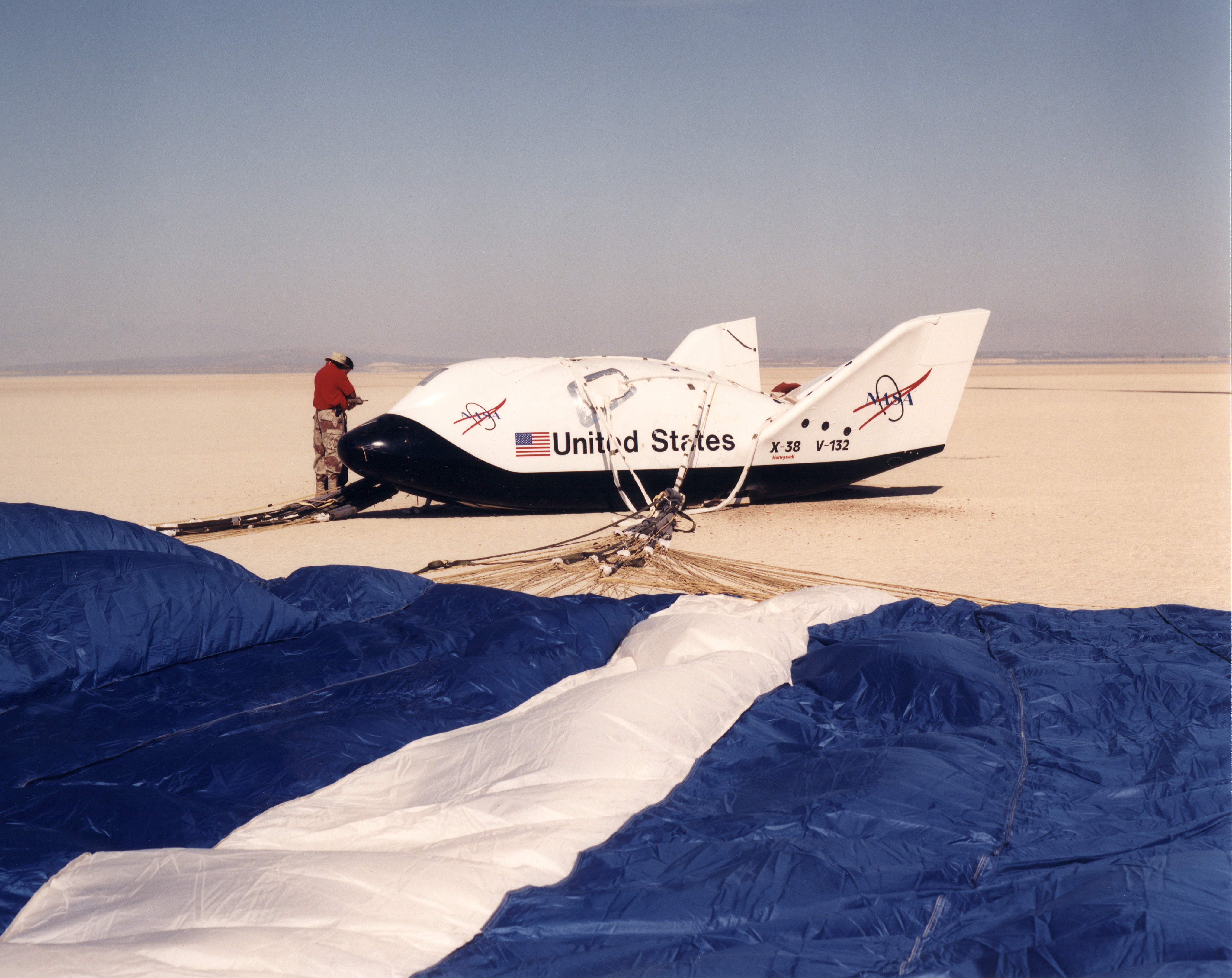
Ein X-38-CRV-Versuchsmodell nach einem Testflug (2000)

Ein Crew Return Vehicle (CRV) auch Crew Rescue Vehicle (deutsch: Besatzungsrückkehrfahrzeug bzw. -rettungsfahrzeug) ist ein Raumfahrzeug, das dazu dient, Raumfahrer im Falle eines schweren Störfalls sicher zur Erde zurückzubringen. Es hat die Funktion einer Rettungskapsel, bzw. eines Rettungsboots. Der Begriff entstand mit dem NASA-Projekt der X-38 für die Internationale Raumstation (ISS) Mitte der 1990er Jahre und wurde in der Folge zu einem allgemeinen Begriff für entsprechende Raumfahrzeuge. An der ISS dienen Raumschiffe der Typen Sojus und Crew Dragon als CRV, die die Besatzung jederzeit evakuieren können.
Es gibt von den am Bau der ISS beteiligten Raumfahrtorganisationen eine Vielzahl von Studien zur Realisierung von Raumschiffen:
NASA X-38
Die X-38 war in der ursprünglichen Planung der Station das primäre Rettungsfahrzeug für die Astronauten. Deshalb ist mit dem Begriff „Crew Return Vehicle“ oft auch dieses spezielle Raumfahrzeug gemeint. Es sollte Platz für sieben Personen bieten. Im Jahr 2002 wurde das Projekt nach dem Bau und Flugtest von Prototypen aus finanziellen Gründen eingestellt.
NASA HL-20
HL-20 war ein Vorgängerprojekt der X38 bei der NASA für ein kleines Shuttle zum Personentransport.
Sojus
Seit Beginn des bemannten Betriebes der ISS im Jahr 2000 dienen die russischen Sojus-Raumschiffe als Notfallfahrzeuge. Für die zwei- bis dreiköpfigen Besatzungen der  Expeditionen 1 bis 19 stand jeweils eine Sojus zur Verfügung. Ab 2009 wurde mit Expedition 20 die reguläre Besatzungsstärke der ISS auf sechs Raumfahrer erhöht. Seitdem waren jeweils zwei Raumschiffe als CRV angedockt.
COTS-Programm
Seit 2020 dient neben der Sojus auch die Dragon 2 von SpaceX als CRV. Mit dem Dragon-Raumschiff werden regulär vier Besatzungsmitglieder von und zur ISS befördert. Im Zuge dessen wurde die reguläre Besatzungsstärke ab Expedition 64 auf sieben Raumfahrer erhöht. Ab Mitte 2023 soll der CST-100 Starliner von Boeing ebenfalls als CRV dienen.
Orion
Ab 2014 sollte neben Sojus das amerikanische Orion-Raumschiff verwendet werden, um Besatzung zur ISS und wieder zur Erde zu transportieren.
Bei diesen Missionen hätte Orion ebenfalls als Notfallfahrzeug gedient.
Im Februar 2010 wurde das Constellation-Programm, zu dem auch das Orion-Raumschiff gehörte, vor allem wegen des vernichtenden Berichtes der Augustine-Kommission und aufgrund des mehrjährigen Verzugs im Zeitplan eingestellt. Das auf den Entwicklungen des Orion-Raumschiffes aufbauende neue bemannte US-Raumschiff MPCV wird wahrscheinlich keine Rolle mehr für den Crew-Transport von und zur ISS spielen und damit auch nicht als CRV dienen.
Automated Transfer Vehicle
Die ESA zog im Rahmen der Studie „ATV Evolution“, die sich mit möglichen weiteren Verwendungsmöglichkeiten des ATV befasst, die Möglichkeit in Betracht, ein CRV auf Basis des ATV für die ISS zu entwickeln.
Kliper
Auch die geplante Raumfähre „Kliper“ der russischen Weltraumbehörde hätte als CRV eingesetzt werden können. Das Projekt wurde jedoch 2007 eingestellt.